# Spravedlnost ve světě
Justicia in Mundo (česky Spravedlnost ve světě) je dokument vypracovaný biskupskou synodou v roce 1971, který se zabývá otázkou spravedlnosti a osvobození chudých a utlačovaných.

## Obsah
Dokument vyzýval k tomu, aby se více zemí dělilo o svou moc a aby bohaté státy méně spotřebovávaly. Tvoří součást oficiálního katolického sociálního učení. Na dokumentu se podílela řada biskupů z chudých a nerozvinutých zemí a byla ovlivněna teologií osvobození. Napsali, že spravedlnost je ústředním bodem poslání katolické církve a že „křesťanskou lásku k bližnímu a spravedlnost nelze od sebe oddělit“ a že „činnost ve prospěch spravedlnosti a účast na proměně světa se nám plně jeví jako konstitutivní rozměr hlásání evangelia, nebo jinými slovy, poslání církve pro vykoupení lidského rodu a jeho osvobození z každé utlačovatelské situace“.